# 交響曲第15番 (モーツァルト)
交響曲第15番 ト長調 K. 124は、ヴォルフガング・アマデウス・モーツァルトが作曲した交響曲。

## 概要

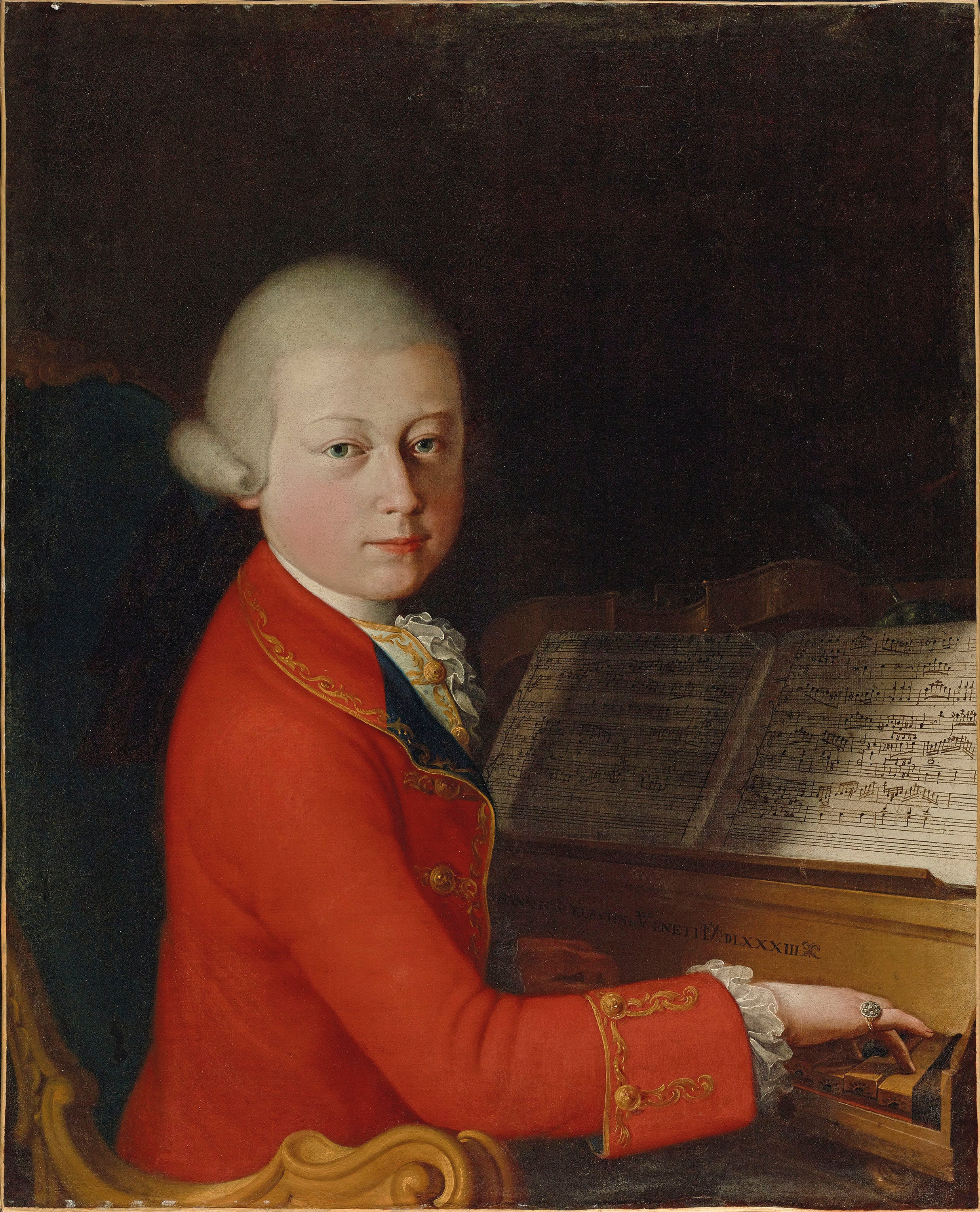
モーツァルト（1770年）

第14番イ長調 K. 114の完成から1か月半ほどを経てザルツブルクで作曲され、1772年の2月21日の完成の日付を持つ。ザルツブルク大司教のジギスムント・フォン・シュラッテンバッハが没し、後任のヒエロニムス・フォン・コロレドが就任する前に作曲されたものである。前作より後退したような、単純で外見的に小規模な交響曲となっている。

## 楽器編成
オーボエ2、ホルン2、弦楽

## 構成
全4楽章の構成で、演奏時間は約16分。
- 第1楽章 アレグロ
ト長調、4分の3拍子、ソナタ形式。

第1楽章の展開部はそれまでの作品よりも充実し、力の入った作りをしており、管楽器の用法などに意欲的に見られる部分がある。

- 第2楽章 アンダンテ
ハ長調、4分の2拍子、二部形式。
第2楽章は珍しく管楽器の持ち替えをせず、休止もしないことがうかがえる。
- 第3楽章 メヌエット - トリオ
ト長調 - ニ長調、4分の3拍子、複合三部形式。
- 第4楽章 プレスト
ト長調、4分の2拍子、ロンド形式。